# Praias do Norte (Sydney)
Manly Praia em julho de 2004
As Praias do Norte (em inglês: Northern Beaches) é uma área nos subúrbios costeiros do norte de Sydney, no estado de Nova Gales do Sul, Austrália, perto da costa do Pacífico. Esta área se estende para o sul até a entrada de Port Jackson (Porto de Sydney), a oeste até Middle Harbor e ao norte até a entrada de Broken Bay. A área foi anteriormente habitada pelos povos Garigal ou Caregal em uma região conhecida como país de Guringai.
O distrito de Praias do Norte é governado no nível local pelo Conselho de Praias do Nortel, que foi formado em maio de 2016 do Conselho de Warringah (est. 1906), Conselho de Manly (est. 1877), e Conselho de Pittwater (est. 1992). O censo australiano de 2011 encontrou as Praias do Norte como o distrito mais branco e mono-étnico na Austrália, contrastando com seus vizinhos mais diversos: o North Shore e o Central Coast.
Equipes notáveis de esportes incluem o Manly-Warringah Sea Eagles (Liga de Rugby), North Harbour Rays, Manly RUFC, Warringah Rugby Club (rugby union) e Manly United FC (futebol). Os Sea Eagles que jogam no National Rugby League, e Rays jogar no Brookvale Oval.

## Subúrbios
Os subúrbios do distrito de Praias do Norte são - 
- Allambie Heights
- Beacon Hill
- Belrose
- Brookvale
- Collaroy
- Collaroy Plateau
- Cottage Point
- Cromer
- Curl Curl
- Davidson
- Dee Why
- Frenchs Forest
- Freshwater
- Forestville
- Ingleside
- Killarney Heights
- Manly
- Manly Vale
- Narrabeen
- Narraweena
- North Balgowlah
- North Curl Curl
- North Manly
- Oxford Falls
- Queenscliff
- Wheeler Heights
- Avalon
- Bayview
- Bilgola
- Bilgola Plateau
- Church Point
- Clareville
- Duffys Forest
- Elanora Heights
- Elvina Bay
- Ingleside
- Lovett Bay
- Mona Vale
- Narrabeen North
- Newport
- Palm Beach
- Terrey Hills
- Scotland Island
- Warriewood
- Whale Beach
- Balgowlah
- Balgowlah Heights
- Clontarf
- Fairlight
- Manly
- North Manly
- Seaforth

## Localidades

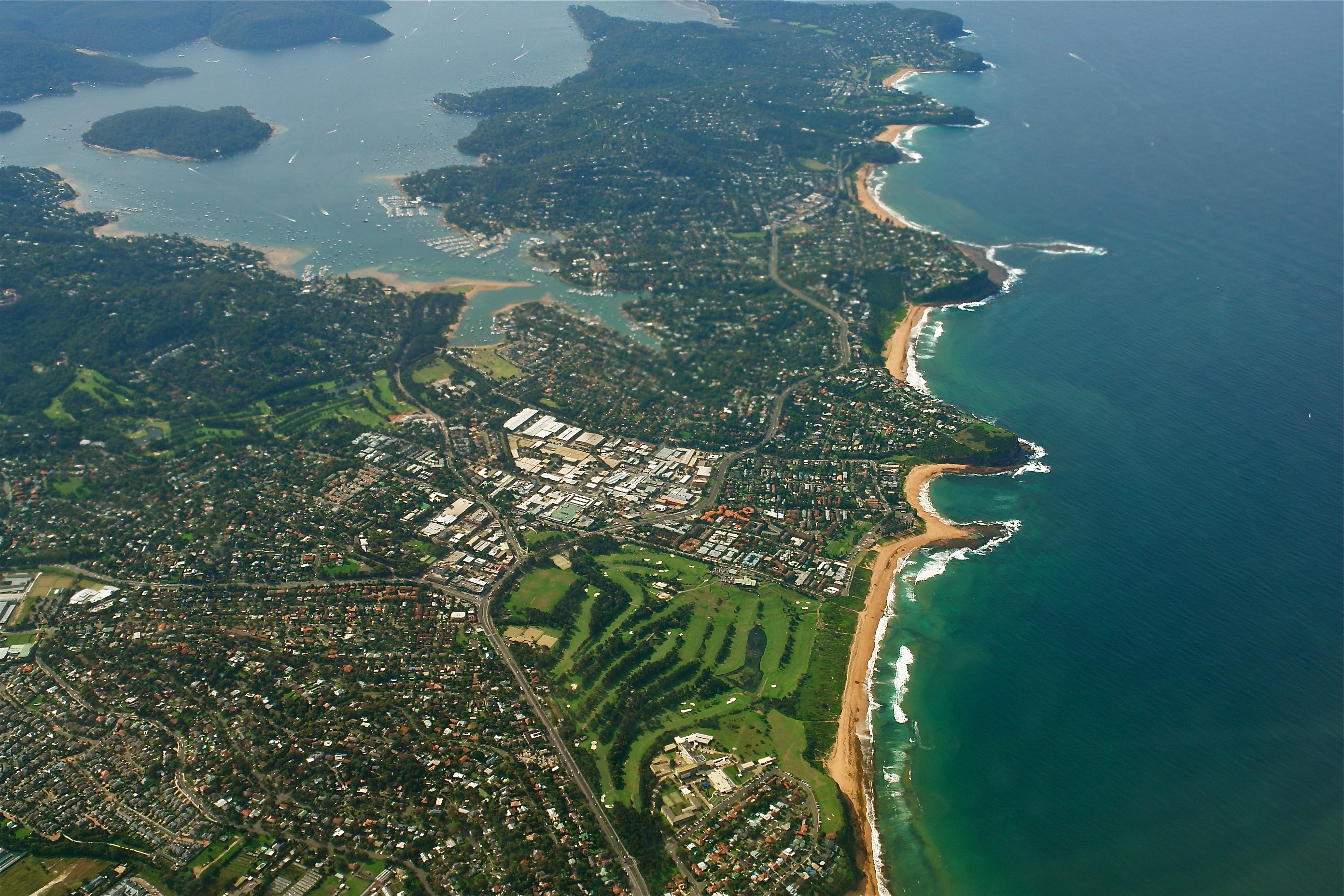
Vista aérea de uma parte das Praias do Norte de Sydney, com Pittwater e Ilha da Escócia à esquerda

- Austlink
- Bantry Bay
- Careel Bay
- Coasters Retreat
- Mackerel Beach
- Morning Bay (Towlers Bay)

## Escolas
As seguintes escolas primárias, altas e K-12 estão localizadas nas Praias do Norte:
Primária

- Allambie Heights Public School
- Beacon Hill Public School
- Belrose Public School
- Wakehurst Public School
- Kamaroi Rudolf Steiner School
- John Colet School
- Yanginanook School
- Collaroy Plateau Public School
- St Rose Catholic Primary School
- Cromer Public School
- Kambora Public School
- St Martin De Porres Catholic Primary School
- Dee Why Public School
- St Kevin's Catholic Primary School
- AGBU Alexander Primary School
- Forestville Public School
- Our Lady of Good Counsel Catholic Primary School
- Forestville Montessori School
- Frenchs Forest Public School
- Mimosa Public School
- Harbord Public School
- St John The Baptist Catholic Primary School
- Killarney Heights Public School
- Manly Vale Public School
- St Kieran's Catholic Primary School
- Narrabeen Lakes Public School
- Narrabeen North Public School
- St Joseph's Catholic Primary School
- Narraweena Public School
- St John's Catholic Primary School
- Terrey Hills Public School
- Kinma School
- Wheeler Heights Public School
- Avalon Public School
- Maria Regina Catholic Primary School
- St Luke's Grammar School  (Bayview Campus)
- Bilgola Plateau Public School
- Elanora Heights Public School
- Mona Vale Public School
- Sacred Heart Catholic Primary School
- Newport Public School
- Balgowlah North Public School
- Balgowlah Heights Public School
- St Cecilia's Catholic Primary School
- Manly Village Public School
- Manly West Public School
- Seaforth Public School

Alta
- Barrenjoey High School
- Balgowlah Boys Campus
- St Augustine's College (New South Wales) ( Years 5-12)
- Cromer Campus
- Davidson High School
- Forest High School
- Freshwater Senior Campus
- Killarney Heights High School
- Stella Maris College (Manly)
- St Paul's College, Manly
- Mackellar Girls Campus
- Pittwater High School
- Narrabeen Sports High School
- Manly Selective Campus
- Mater Maria Catholic College

K-12
- Covenant Christian School
- The Pittwater House Schools
- St Luke's Grammar School (Dee Why Campus)
- Oxford Falls Grammar School
- Northern Beaches Christian School
- Galstaun College

Escolas internacionais
- German International School Sydney
- Sydney Japanese International School

Escolas fechadas
- Beacon Hill High School (New South Wales)
- Forestville Montessori High School - Terry Hills
- Oxford Falls Public School